# Happy Time Tour ’98 ~Kuro Tokin no Nasu ga Mama~
Happy Time Tour ’98 ~Kuro Tokin no Nasu ga Mama~ é o terceiro álbum ao vivo de LAZY. Foi lançado em 21 de dezembro de 1998 pela Ayers e tem 15 faixas.

## Produção
Terceiro álbum ao vivo da LAZY, primeira banda de Hironobu Kageyama, que também tinha membros da Neverland e da Loudness. Lançado no mesmo ano que Happy Time, marcando o ano de reunião da banda após dezessete anos. O show foi gravado em 30 de agosto de 1998 no Akasaka Blitz.
Os covers de "Somebody to Love" e "All the Young Dudes" foram incluídos.
Foi lançado em CD e VHS. Quem comprou as duas versões teve prioridade na compra de ingressos de shows da banda que aconteceriam em janeiro de 1999. A capa do VHS remete ao álbum Happy Time. 

## Recepção
O site CD Journal disse que "o show foi realizador e que o som transmitiu uma sensação de empolgação e realismo."

## Faixas
| CD             |                                                            |                                       |                 |                  |         |  |
| N.º            | Título                                                     | Letras                                | Música          | Arranjo          | Duração |  |
| 1.             | "HAPPY TIME"                                               | LAZY                                  | LAZY            | LAZY             | 4:56    |  |
| 2.             | "Kanjite Night"                                            | Ayumi Date                            | Kimio Mizutani  | Akira Takasaki   | 4:01    |  |
| 3.             | "Somebody to Love" (cover de Jefferson Airplane)           | Darby Slick e Emi Makiho (em japonês) | D. Slick        | LAZY             | 4:47    |  |
| 4.             | "Rock'n on My Baby"                                        | LAZY                                  | LAZY            | LAZY             | 5:43    |  |
| 5.             | "All the Young Dudes" (cover de Mott the Hoople)           | David Bowie e E. Makiho (em japonês)  | D. Bowie        | LAZY             | 4:56    |  |
| 6.             | "My Rest Pose" (usada em Shin Seiki GPX Cyber Formula Sin) | E. Makiho                             | LAZY            | LAZY             | 4:33    |  |
| 7.             | "Pray" (abertura de Shin Seiki GPX Cyber Formula Sin)      | E. Makiho                             | LAZY            | LAZY             | 5:42    |  |
| 8.             | "Hey! I Love You!"                                         | Yukinojo Mori                         | Koji Makaino    | K. Makaino       | 3:17    |  |
| 9.             | "Good-by, My Baby"                                         | Eiji Takino                           | Hiroyuki Tanaka | LAZY             | 1:36    |  |
| 10.            | "Baby, I Make a Motion"                                    | Ritsu Iwasawa                         | Kunihiko Kase   | Shigeki Watanabe | 3:33    |  |
| 11.            | "Kuro Zukin"                                               | LAZY                                  | LAZY            | LAZY             | 7:20    |  |
| 12.            | "Dreamer"                                                  | A. Takasaki e A. Date                 | A. Takasaki     | LAZY             | 5:21    |  |
| 13.            | "Lonely Star"                                              | H. Tanaka e A. Date                   | H. Tanaka       | LAZY             | 6:34    |  |
| 14.            | "Ultra High" (encerramento de Ultraman Dyna)               | LAZY                                  | LAZY            | LAZY             | 5:30    |  |
| 15.            | "Konya LOVERS LANE de..."                                  | LAZY                                  | LAZY            | LAZY             | 8:59    |  |
| Duração total: | Duração total:                                             | Duração total:                        | Duração total:  | Duração total:   | 76:48   |  |

| VHS |                                                       |                       |             |             |         |  |
| N.º | Título                                                | Letras                | Música      | Arranjo     | Duração |  |
| 1.  | "HAPPY TIME"                                          | LAZY                  | LAZY        | LAZY        | 4:56    |  |
| 2.  | "Kanjite Night"                                       | A. Date               | K. Mizutani | A. Takasaki | 4:01    |  |
| 3.  | "Pray" (abertura de Shin Seiki GPX Cyber Formula Sin) | E. Mahiko             | LAZY        | LAZY        | 5:42    |  |
| 4.  | "Kuro Zukin"                                          | LAZY                  | LAZY        | LAZY        | 7:20    |  |
| 5.  | "Dreamer"                                             | A. Takasaki e A. Date | A. Takasaki | LAZY        | 5:21    |  |
| 6.  | "Hey! I Love You!"                                    | Y. Mori               | K. Makaino  | K. Makaino  | 3:17    |  |
| 7.  | "Good-by, My Baby"                                    | E. Takino             | H. Tanaka   | LAZY        | 1:36    |  |
| 8.  | "Baby, I Make a Motion"                               | R. Iwasawa            | K. Kase     | S. Watanabe | 3:33    |  |
| 9.  | "Lonely Star"                                         | H. Tanaka e A. Date   | H. Tanaka   | LAZY        | 6:34    |  |
| 10. | "Ultra High" (encerramento de Ultraman Dyna)          | LAZY                  | LAZY        | LAZY        | 5:30    |  |
| 11. | ""Earth Ark (Uchuusen Chikyuugou)"                    | A. Date               | A. Takasaki | LAZY        |         |  |
| 12. | "Konya LOVERS LANE de..."                             | LAZY                  | LAZY        | LAZY        | 8:59    |  |

## Integrantes
- Hironobu Kageyama (Michell) - Vocal

- Akira Takasaki (Suzy) - Guitarra

- Hiroyuki Tanaka (Funny) - Baixo

- Shunji Inoue (Pocky) - Teclado

- Munetaka Higuchi (Davy) - Bateria